# Vanessa Taylor
Vanessa Taylor (Boulder, 24 de setembro de 1970) é uma roteirista e produtora de televisão norte-americana. Ela é mais conhecida por assinar os roteiros dos filmes Hope Springs, Divergente e A Forma da Água. Pelo trabalho em A Forma da Água, Taylor foi indicada ao Oscar de Melhor Roteiro Original.

## Biografia
Quando criança, Taylor escrevia contos de fadas. A partir dos doze anos, passou a se dedicar à atuação e ao canto. Frequentou o Interlochen Center for the Arts, em Michigan, e mais tarde integrou o grupo de comédia The Groundlings por dois anos.

## Filmografia

### Roteiro
- Hope Springs (2012)
- Divergent (2014)
- The Shape of Water (2017)
- Aladdin (2019)

### Produção
- Alias (2001)
- Everwood (2002)
- Jack and Bobby (2004)
- Tell Me You Love Me (2007)
- Game of Thrones (2012)